# Sericostoma memorabile
Sericostoma memorabile är en nattsländeart som beskrevs av Mclachlan 1876. Sericostoma memorabile ingår i släktet Sericostoma och familjen krumrörsnattsländor. Inga underarter finns listade i Catalogue of Life.